# Aegosoma cuneicornis
Aegosoma cuneicornis là một loài bọ cánh cứng trong họ Cerambycidae.